# Baltic Records Group
Baltic Records Group är ett lettiskt musikförlag som grundades den 29 oktober 2001. VD för Baltic Records Group är Arvid Murniek. Baltic Records Groups katalog innehåller 500 låtar, egenutgivna verk av författare, kompositören Alexander Kublinsky och Maria Naumova. Bland bolagets artister finns Olga Rajecka, Dakota, Kaspars Dimiters och andra välkända lettiska musiker, samt italienska DJ Benny Benassi.

## Historia
Under 2001 föredrog bolaget att ge ut lettisk musik. Baltic Records Group samarbetar med västerländska företag och den internationella distributionen av bolagets inspelningar underlättas av att dess direktör deltar i den internationella musikmarknaden MIDEM. Bolaget förvaltar katalogen från den tidigare inspelningsstudion Melodija, numera RSIS. 

## Artister
- Marija Naumova
- Olga Rajecka
- Niks Matvejevs
- Kaspars Dimiters
- Viktors Lapčenoks
- Mārtiņš Brauns
- Dakota
- Aparāts
- Andris Ābelīte
- Ojāra Grīnberga
- Imanta Skrastiņa
- Edgara Liepiņa
- Eduarda Rozenštrauha